# Correspondances hermétiques
 (janvier 2025).
Si vous disposez d'ouvrages ou d'articles de référence ou si vous connaissez des sites web de qualité traitant du thème abordé ici, merci de compléter l'article en donnant les références utiles à sa vérifiabilité et en les liant à la section « Notes et références ».
La doctrine des correspondances est une des théories fondamentales de l'Hermétisme. Selon elle, il existe des correspondances entre toutes choses, et ces correspondances se trouvent toutes dans une des sept catégories de correspondances, ou tables de correspondances, mises en place par les hermétistes. Cela est entièrement reliée à la symbolique : chaque planète répond à une symbolique (comme chez les astrologues), que détient également un métal (comme chez les alchimistes), une plante (comme chez les druides), etc. À partir de la Renaissance, des savants développent aussi l'astrologie médicale (en) et établissent une correspondance entre les organes du corps et les sept planètes de l'astrologie antique (les sept visibles à l'œil nu) ou les signes de zodiaque. 
La doctrine des correspondances a été adoptée par les théoriciens de la Magie occidentale. 